# 湖沼型
湖沼型（こしょうがた、英語：lake type）は、湖沼を物理的･化学的･生物学的性質によって総合的に分類したもの。湖沼標式とも呼ばれる。通常は、そのなかでも生物生産と環境要因の観点から分類したものを指す。

## 経緯
1910年代後半に陸水学者のアウグスト・ティーネマンらによって提唱されたのが始まり。1920年代ごろには今日広く用いられている生物生産と環境要因の観点からの分類が成立した。日本では吉村信吉が1930年代にティーネマンの考えに修正を加えて類型化を行っている。

## 類型
細かな類型には若干差があるものの、調和型湖沼と非調和型湖沼に大別される。なお、日本の環境省による自然環境保全基礎調査では、富栄養湖、中栄養湖、貧栄養湖、腐植栄養湖、鉄栄養湖、酸栄養湖の6つに分類している。

### 調和型湖沼
湖沼に生活する生物にとって必要な物質（水中の成分）が適度にあり、生産者と消費者がバランスを保ち、全生産および部分生産が調和を保っている湖沼。栄養塩類の量に応じて以下のように分類されることが多い。
富栄養湖（Eutrophic）
リンや窒素といった栄養塩類濃度が高く、生物生産活動が極めて活発。その一方、植物プランクトンが大発生して、水質汚濁が起きやすく水利用に対して支障をきたすこともある。OECDによる栄養レベルによる調和型湖沼の分類基準では、リン濃度が35～100mg/m3、クロロフィルa濃度が平均8～25mg/m3、最高値が25～75mg/m3、透明度が平均1.5～3m、最低値が0.7～1.5m程度の湖を指す。日本では、サロマ湖や諏訪湖、中海などが該当する。
過栄養湖（Hypereutrophic）
上記の富栄養湖基準を大きく上回る湖を、特に過栄養湖や超富栄養湖と呼ぶことがある。OECDの基準では、リン濃度が100mg/m3以上、クロロフィルa濃度が平均25mg/m3以上、最高値が75mg/m3以上、透明度が平均1.5m以下、最低値が0.7m以下に該当する湖を指す。日本ではおおむね都市近郊に多く、手賀沼や印旛沼、霞ヶ浦などが該当する。

中栄養湖（Mesotrophic）
栄養塩類濃度が中程度。OECDの基準では、リン濃度が平均10～35mg/m3、クロロフィルa濃度が平均2.5～8mg/m3、最高値が8～25mg/m3、透明度が平均3～6m、最低値が1.5～3mの範囲にある湖を指す。日本では、琵琶湖や浜名湖、厚岸湖などが該当する。
貧栄養湖（Oligotrophic）
栄養塩類濃度が低いため、生物生産活動があまり活発ではなく、プランクトンや魚類は比較的少ない。透明度が高く、水が澄んで見える。OECDの基準では、リン濃度が平均10mg/m3以下、クロロフィルa濃度が平均2.5mg/m3以下、最高値が8mg/m3以下、透明度が平均6m以上、最低値が3m以上の湖を指す。日本では、十和田湖や野尻湖、西湖などが該当する。
極貧栄養湖（Extreme oligotrophic）
上記の貧栄養湖基準を大きく下回る湖を、特に極貧栄養湖と呼ぶことがある。OECDの基準では、リン濃度が4.0mg/m3以下、クロロフィルa濃度が平均1.0mg/m3以下、最高値が2.5mg/m3以下、透明度が平均12m以上、最低値が6.0m以上に該当する湖を指す。日本では、摩周湖や倶多楽湖、本栖湖などが該当する。

### 非調和型湖沼
湖沼に生活する生物にとって不必要な物質や条件が過剰にあり、生物があまり生存できず、全生産および部分生産が非調和な湖沼。水質の特徴によって以下のように分類されることが多い。
腐植栄養湖
腐植起源の有機物が多量に溶存する。フミン酸などの溶存腐植質のために水の色は黄褐色から褐色を呈す。緑藻類のツヅミモが非常に多くなるのが特色。単細胞藻類では他には黄金藻類が多いのも特徴的である。岸辺にはしばしばミズゴケ類の群落が発達する。魚類相やベントス相は一般的にはきわめて貧弱。高緯度地域や高山などの寒冷地帯、特に泥炭地に多いが、熱帯地域にも分布する。日本においては、姉沼やパンケ沼、白駒の池などが該当する。日本最小のトンボであるハッチョウトンボはこうした環境に好んで生育する。
酸栄養湖
pH5.0以下の酸性の湖水をもつ。通常は硫酸などに起因する無機酸性湖のことを指し（腐植酸などに起因する有機酸性湖は腐植栄養湖に分類される）、火山や硫黄泉付近に多い。一般には生物の種類は少ないが、特定の種の個体数が多いことがある。pH2.6程度まではヨシやコケ類が見られるが、さらに酸性になると珪藻類、藍藻類、ユスリカの幼虫、硫黄細菌のみが見られるようになる。また、pH3.0程度までの湖であればウグイが生息することがある。なお、宮城県にある潟沼の酸性度（pH1.4）は世界最強である。日本ではこのほかに、猪苗代湖や田沢湖、屈斜路湖などが該当する。
鉄栄養湖
酸栄養湖のうち、鉄分の含有量が多いものを特に鉄栄養湖と呼ぶことがある。日本では深泥沼（五色沼のひとつ）などが該当する。

アルカリ栄養湖
カルシウムイオンやナトリウムイオン含有量が特に多く、pHは9.0以上。アルカリ性の湖水は炭酸カルシウムや炭酸ナトリウムの加水分解によって水酸化物イオンが生じることによる。熱帯乾燥地の炭酸ナトリウムによる湖沼の生産力は大きいが非調和的で藍藻類や光合成細菌による水の華を生じることがある。石灰岩地域や乾燥地帯の塩湖に多く、アフリカ大地溝帯に集中して分布する。アルバート湖やナクル湖が典型例。フラミンゴの多くの種が、こうした湖沼で大発生する藍藻類を主食にしている。日本に該当する湖はない。